# Alberto Urdiales
Alberto Urdiales Márquez (Santander, 17 novembre 1968) è un ex allenatore di pallamano ed ex pallamanista spagnolo.

## Palmarès

### Olimpiadi
- 2 medaglie:
  - 2 bronzi (Atlanta 1996; Sydney 2000)